# The Circle (Estados Unidos)
The Circle (às vezes chamado The Circle US para se diferenciar de outras versões internacionais) é um reality show americano, produzida pelo Studio Lambert e Motion Content Group, que começou a ser exibida na Netflix em janeiro de 2020 e é baseada no reality show britânico de mesmo nome. Juntamente com a versão americana do The Circle, a Netflix também está lançando versões diferentes na França e no Brasil, como parte de uma parceria entre a Netflix e a All3Media. A série se apresenta como um jogo baseado nas mídias sociais, com o conceito de que "qualquer um pode ser alguém no The Circle". Foi comparado a Big Brother e Catfish em formato, bem como ao episódio "Nosedive", de Black Mirror, com o conceito de classificações.
Dentro do programa, os participantes são isolados com seus próprios apartamentos e só podem se comunicar com os outros através do "The Circle", ostensivamente um programa de computador que transcreve suas mensagens em texto como se fosse um aplicativo de mídia social. Assim, os participantes são capazes de apresentar identidades completamente diferentes para os outros, esperançosamente conquistá-los. De vez em quando, pede-se ao grupo de participantes que avalie seus colegas, com os principais eleitores se tornando os "influenciadores" do The Circle, dando-lhes o poder de "bloquear" um dos participantes do The Circle, eliminando-os do jogo.
A primeira temporada começou a ser exibida em 1º de janeiro de 2020; no entanto, para atrair mais pessoas para o programa, a Netflix lançou um corte exclusivo do primeiro episódio gratuitamente em seu canal do YouTube em 30 de dezembro de 2019. A primeira temporada terminou em 15 de janeiro de 2020 e foi apresentada por Michelle Buteau. Joey Sasso venceu a primeira temporada do The Circle e o prêmio de U$100.000 que veio com ele. Shubham Goel foi o segundo colocado. Sammie Cimarelli ganhou o prêmio Favorito dos fãs e U$10.00
No final de junho de 2020, a versão americana do The Circle, foi renovada para uma segunda temporada, que estreia em 2021.

## Jogadores
Os oito primeiros jogadores foram anunciados no Instagram do The Circle em 16 de dezembro de 2019. Um total de 13 jogadores foram selecionados entre os "20 a 25 indivíduos" liberados para aparecer no programa, com as pessoas restantes nunca deixando o status de espera e não aparecendo no programa. Os cinco jogadores não anunciados antes da estreia do programa foram revelados quando se apresentaram na tela durante um episódio.
| Nome                        | Idade | Cidade                       | Jogando como                                                         | Entrada    | Saída       | Status         |
| --------------------------- | ----- | ---------------------------- | -------------------------------------------------------------------- | ---------- | ----------- | -------------- |
| Alana Duval                 | 25    | Brownsville, Texas           | Ela mesma                                                            | Episódio 1 | Episódio 1  | Bloqueada      |
| Antonio DePína              | 24    | Bear, Delaware               | Ele mesmo, mas solteiro                                              | Episódio 1 | Episódio 4  | Bloqueado      |
| Karyn Blanco                | 37    | The Bronx, New York          | "Mercedeze", uma mulher de 27 anos mais magra e bissexual            | Episódio 1 | Episódio 6  | Bloqueada      |
| Miranda Bissonnette         | 26    | South Lake Tahoe, Califórnia | Ela mesma                                                            | Episódio 2 | Episódio 8  | Bloqueada      |
| Bill Cranley                | 27    | Chicago, Illinois            | Ele mesmo                                                            | Episódio 6 | Episódio 9  | Bloqueado      |
| Alex Lake                   | 32    | Los Angeles, Califórnia      | "Adam", uma sexy de 27 anos                                          | Episódio 4 | Episódio 9  | Bloqueado      |
| Sean Taylor                 | 25    | New York City, New York      | Ela mesma, mas mais magra (Episódios 6–9) Ela mesma (Episódios 9–10) | Episódio 6 | Episódio 10 | Bloqueada      |
| Ed Eason                    | 23    | Conshohocken, Pensilvânia    | Mãe e filho jogando juntos como "Ed", de 26 anos                     | Episódio 8 | Episódio 11 | Bloqueados     |
| Tammy Eason                 | 52    | Conshohocken, Pensilvânia    | Mãe e filho jogando juntos como "Ed", de 26 anos                     | Episódio 8 | Episódio 11 | Bloqueados     |
| Seaburn Williams            | 29    | Boston, Massachusetts        | "Rebecca", sua namorada de 26 anos                                   | Episódio 1 | Episódio 12 | Quinto lugar   |
| Chris Sapphire              | 30    | Dallas, Texas                | Ele mesmo                                                            | Episódio 1 | Episódio 12 | Quarto lugar   |
| Samantha "Sammie" Cimarelli | 24    | Miami, Flórida               | Ela mesma, mas solteira                                              | Episódio 1 | Episódio 12 | Terceiro lugar |
| Shubham Goel                | 23    | Danville, Califórnia         | Ele mesmo                                                            | Episódio 1 | Episódio 12 | Vice-campeão   |
| Joey Sasso                  | 25    | Rochester, New York          | Ele mesmo                                                            | Episódio 1 | Episódio 12 | Vencedor       |

## 2 Temporada
| Nome                    | Idade | Nacionalidade                  | Jogando Como                    | Jogando Como                   | Entrada    | Saida       | Status         |
| ----------------------- | ----- | ------------------------------ | ------------------------------- | ------------------------------ | ---------- | ----------- | -------------- |
| Deleesa Carrasquillo    | 32    | The Bronx, New York            | Trevor, seu marido de 32 anos   | Trevor, seu marido de 32 anos  | Episodio 1 | Episodio 13 | Vencedora      |
| Chloe Veitch            | 22    | Essex, England, United Kingdom | Ela Mesma                       | Ela Mesma                      | Episodio 1 | Episodio 13 | Vice-campeã    |
| Courtney Revolution     | 28    | Los Angeles, California        | Ele mesmo, mas como barista     | Ele mesmo, mas como barista    | Episodio 1 | Episodio 13 | Terceiro lugar |
| Lee Swift               | 58    | Dallas, Texas                  | River, um estudante de 24 anos  | River, um estudante de 24 anos | Episodio 1 | Episodio 13 | Quarto lugar   |
| Jack Atkins             | 20    | New Haven, Connecticut         | Emily, uma estudante de 21 anos | John, um vidente de 64 anos    | Episodio 1 | Episodio 13 | Quinto lugar   |
| Lisa Delcampo           | 42    | Los Angeles, California        | Lance Bass                      | John, um vidente de 64 anos    | Episodio 3 | Episodio 13 | Quinto lugar   |
| Mitchell Eason          | 22    | Conshohocken, Pennsylvania     | Ele Mesmo                       | Ele Mesmo                      | Episodio 5 | Episodio 12 | Bloqueado      |
| Khat Bell               | 27    | Mesquite, Texas                | Ela Mesma                       | Ela Mesma                      | Episodio 5 | Episódio 11 | Bloqueada      |
| Terilisha Godwin-Pierce | 34    | Dallas, Texas                  | Ela Mesma                       | Ela Mesma                      | Episodio 1 | Episodio 7  | Bloqueada      |
| Savannah Palacio        | 25    | Los Angeles, California        | Ela Mesma                       | Ela Mesma                      | Episodio 1 | Episodio 4  | Bloqueada      |
| Bryant Wood             | 27    | Chico, California              | Ele Mesmo                       | Ele Mesmo                      | Episodio 1 | Episodio 2  | Bloqueado      |

1. 1 2  Jack e Lisa uniram forças durante o Episódio 8 para se tornarem "John"